# Миральес, Альберт
Альберт Миралес (исп. Albert Miralles, род. 14 мая 1982 года) — испанский профессиональный баскетболист.

## Драфт НБА
Миралес был выбран на драфте НБА 2004 года клубом «Торонто Рэпторс» во втором раунде под общим 39 номером. «Рэпторс» обменяли права на него в «Майами Хит» на 49-й выбор этого драфта Пэйпа Соу и право выбора во втором раунде на драфте 2005 года. В 2005 году он перешёл в «Бостон Селтикс» в качестве части сделки по обмену Антуана Уокера. Позже он был продан в «Милуоки Бакс».

## Выступления за национальную сборную
Миралес завоевал серебряную медаль на чемпионате Европы среди игроков младше 20 лет. Позже он отыграл пять матчей в составе сборной Испании по баскетболу.